# Carlos William Stevenson
Carlos William Stevenson (nascido Charles William Erskine Stevenson, São Luís, Província do Maranhão, Império do Brasil  –  Campinas, Estado de São Paulo, Estados Unidos do Brasil, 10 de agosto de 1946), foi um engenheiro civil, professor, poeta, escritor, e político brasileiro.
Sua atuação contribuiu para o desenvolvimento urbano de Campinas  nas primeiras décadas do século XX, especialmente por suas famosas oficinas, projetadas para a Companhia Mogiana de Estradas de Ferro, tendo sido implantadas entre 1901 e 1908, e tombadas, em 1990, pelo Conselho do município de Campinas para a proteção do patrimônio cultural (CONDEPACC), dada a grande importância histórica e arquitetônica.

## Biografia
Filho do casal de ingleses Stephania Moon Wilson e John Erskine Stevenson, Carlos William Stevenson nasceu, em 16 de outubro de 1869, em São Luís, no Maranhão, o qual era então uma província do Império Brasileiro.
Casou-se, em 10 de junho de 1893, com Rita Nogueira Penteado, descendente de Francisco Barreto Leme, fundador de Campinas. O casal teve nove filhos: Carlos Penteado Stevenson, Wilma Elza Penteado Stevenson, Ada Penteado Stevenson, João Penteado Stevenson, Eunice Penteado Stevenson, Gustavo Adolpho Penteado Stevenson e Lívia Penteado Stevenson.
Carlos William Stevenson teve uma ativa participação na vida pública de Campinas.
Foi um dos fundadores e o primeiro presidente da Associação de Engenheiros e Arquitetos de Campinas (AEAC) fundada em 17 de maio de 1933, presidente da Maternidade de Campinas (1934–1938), vice-presidente da Câmara Municipal de Campinas (1926–1928), presidente do Conselho de Campinas em 1932 e de 1933 a 1936.

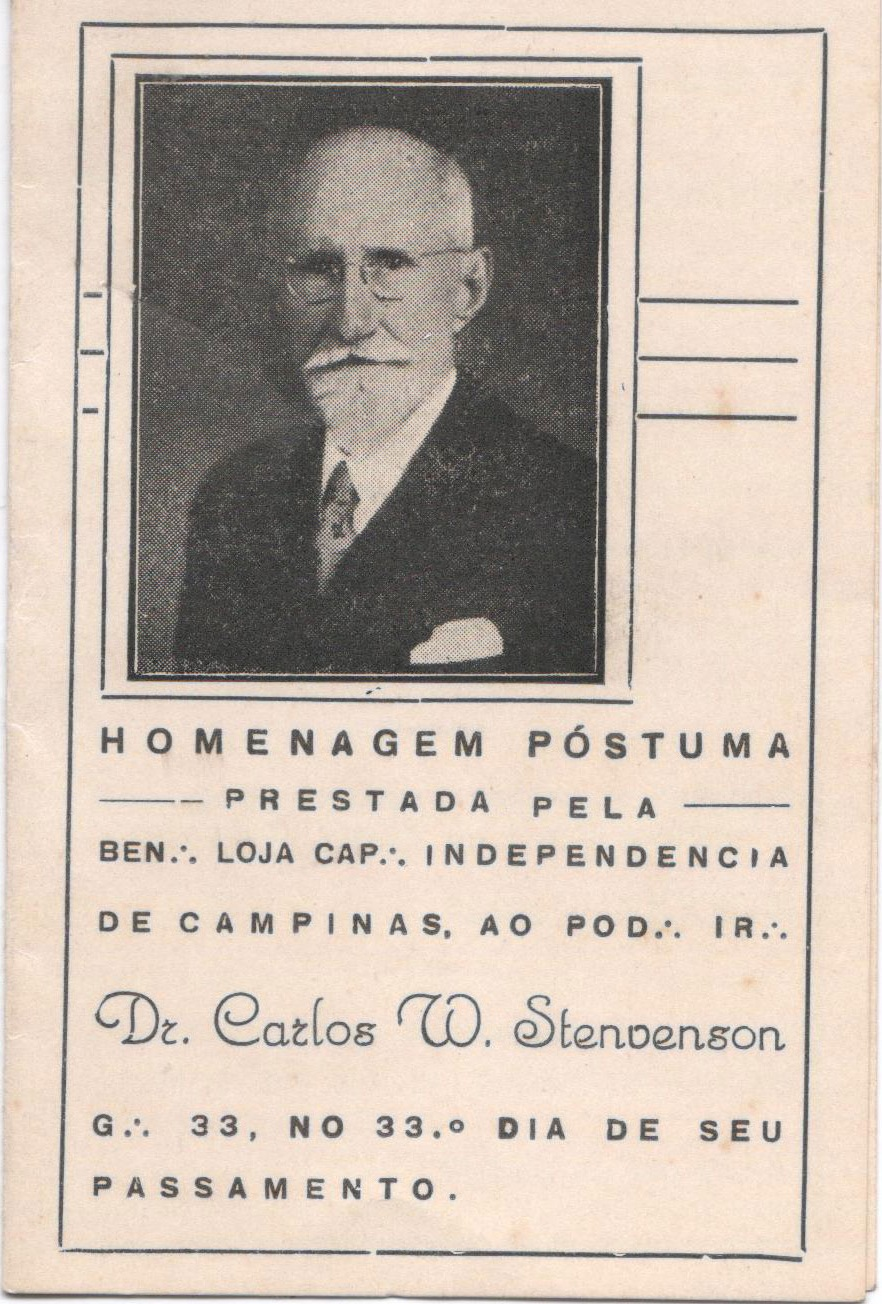
Homenagem póstuma prestada pela Loja Maçônica Independência (GOB-SP)

Ele também foi Venerável Mestre da Loja Maçônica Independência 131 de Campinas (1900–1904),localizada na Av. Campos Sales, em Campinas, onde funciona até hoje.
Graduou-se em engenharia civil pela então chamada Escola Politécnica do Rio de Janeiro, em 1890. Após se formar, mudou-se para Campinas, para trabalhar no Ramal Férreo da cidade, a convite do engenheiro Carlos Gomes de Souza Shalders.
Em sua carreira de engenheiro ferroviário, trabalhou em grandes empresas do setor na época, passando pela "Estrada de Ferro Central do Brasil" e "Estrada de Ferro Minas e Rio", além da empresa inglesa Great Western of Brazil Railway Limited (trad. livre: "Grande Estrada de Ferro do Ocidente do Brasil Companhia Limitada"), até que veio a trabalhar para a Companhia Mogiana de Estradas de Ferro,   onde se destacou de tal maneira que atingiu o cargo de engenheiro-chefe, sendo responsável pela idealização, planejamento e execução de obras de construção de novas oficinas da empresa. Posteriormente foi elevado ao cargo de inspetor-geral, no qual se aposentou em 1926.
Sobre as oficinas projetadas por Stevenson, o engenheiro Paulo da Silva Pinheiro, também ex-funcionário da Companhia Mogiana, chegou a mencionar em um texto que ainda se vê turmas de novos engenheiros realizarem excursões às instalações das oficinas, a revelar a distinção e originalidade do projeto.
Além de sua atuação prática na engenharia, Carlos William Stevenson demonstrou profundo interesse e conhecimento em urbanismo, tendo sido um dos principais interlocutores nos debates sobre o tema em Campinas, ao lado de figuras como Prestes Maia. Em 1933, Stevenson proferiu uma palestra no Rotary Club de Campinas, intitulada "Acerca do Urbanismo". Em seu discurso, Stevenson apontou a qualidade inadequada das vias públicas campineiras à circulação de veículos, circunstância que conflitava com a importância da cidade como centro viário do estado de São Paulo, o que permitiu ao orador trazer à atenção de seu público a necessidade de uma remodelação urbana, a fim de que a cidade pudesse entrar no rol das grandes cidades modernas.
Inspirado na obra de Jean Raymond urbanista francês e autor dos livros Guide Pratique de l'Urbaniste e L’Urbanism à la portée de tous, evidenciava suas preocupações com a circulação e a infraestrutura viária, refletindo sua experiência como engenheiro ferroviário. Embora o plano de Prestes Maia, desenvolvido posteriormente, fosse mais abrangente, a proposta de Stevenson foi crucial para trazer o debate sobre o urbanismo para a pauta campineira.
Um ano mais tarde, em 1934, muitas das propostas de Stevenson integraram o Plano de Melhoramentos de Prestes Maia, que fora convidado pela então denominada "Secretaria estadual de Viação e Obras Públicas" para auxiliar na remodelação urbana de Campinas.
O discurso estava pautado na remodelação da cidade, uma vez que Campinas era um importante centro viário do estado e possuía ruas impróprias à circulação de veículos.   A palestra repercutiu favoravelmente na opinião pública, que passou a se mobilizar em prol de um plano urbanístico.
Stevenson também teve um papel ativo na regulamentação da construção civil em Campinas. Em 1934, ele integrou a comissão responsável pela elaboração do primeiro Código de Construções do município (). Essa comissão era composta por engenheiros de destaque, como Hoche Néger Segurado e Lix da Cunha, além do chefe da Repartição de Obras e Viação.
Tendo sido o projeto encaminhado ao Conselho Consultivo Municipal (órgão que então substituía as Câmaras Municipais, dissolvidas após o golpe de 1930), o então Prefeito Perseu Leite de Barros baixou o Decreto n° 76, em 16 de março de 1934, instituindo oficialmente primeiro Código de Construções de Campinas.
Ao transmitir seu relatório sobre o exercício de 1936, o então Prefeito José Pires Neto qualificou o Código de Construções como "um trabalho de indiscutível valor técnico e larga visão" que visava modernizar a cidade.
Em 1923, Carlos William Stevenson passou a se dedicar à docência na Escola Politécnica do Rio de Janeiro, tendo sido professor honorário da Escola Politécnica de São Paulo.
Ao longo de seu desenvolvimento enquanto professor e acadêmico, Stevenson desenvolveu uma fórmula matemática, que mais tarde levou seu nome, e que foi introduzida pela primeira vez em sua obra "Da Resistência dos Trens e suas Aplicações", publicada em 1930. A fórmula de cálculo de Stevenson foi desenvolvida com o propósito de tornar viável mensurar a resistência (força de atrito) exercida contra a locomotiva, nas curvas das ferrovias, pela superfície dos trilhos, o que indica a importância prática imediata proporcionada pela contribuição de Stevenson, o que justifica a inclusão da fórmula nas apostilas da cadeira de ferrovias da Escola Politécnica da UFRJ.

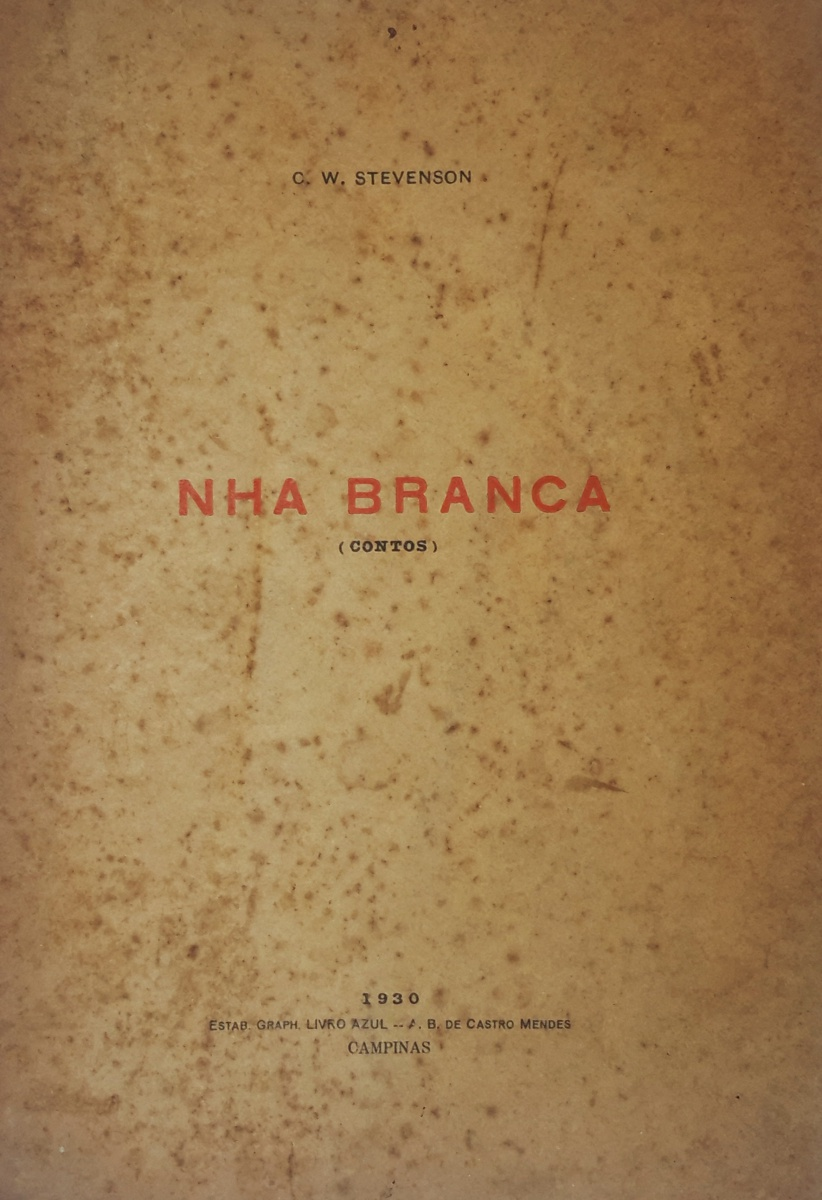
Livro "Nhá Branca (Contos)", de 1930

Seu legado para a engenharia campineira é continuado por seus descendentes: Ciro Stevenson Prado, filho de Eunice Penteado Stevenson, é Conselheiro de Honra no Conselho Fiscal da Associação de Engenheiros e Arquitetos de Campinas (AEAC).
Também deixou um legado como escritor, com diversas obras publicadas. Seu escrito foi "Nha Branca (contos)" o tornou conhecido no meio literário, sendo sua obra mais conhecida.

## Homenagens póstumas
Em reconhecimento às suas contribuições, Carlos William Stevenson teve uma rua que leva seu nome, em Sâo Paulo (Rua Engenheiro Stevenson na Barra Funda, São Paulo) e em Campinas (Rua Eng. Carlos Stevenson no Bairro Nova Campinas), cidade em que firmou raízes.

## Obras principais
- Resistencia das pontes, resistência dos trilhos, resistência dos trens e desenvolvimento virtual dos traçados ferroviários (Rio de Janeiro, 1916)
- Nha Branca (contos) (Campinas, 1925)
- Da Resistência dos trens e suas aplicações (Campinas, 1930)